# Михайло Апостолски
Михайло Апостолски (на македонска литературна норма: Михајло Апостолски, понякога Михаило Апостолски), роден като Михаил Митев Апостолов, е комунист от Вардарска Македония, югославски генерал, политик и историк.

## Биография

### Ранни години и образование
Апостолски е роден като Михаил Митев Апостолов на 8 ноември 1906 г. в щипската махала Ново село, тогава в Османската империя. Завършва основното си образование в Щип и след това гимназия през 1924 г. През 1927 г. завършва средно военно образование във Военната академия в Белград, през 1933 г. завършва там Висша военна академия, а през 1938 г. Генералщабната академия на Кралство Югославия.

### Военна кариера
Като генералщабен майор (от 1938) от войските на Кралска Югославия е назначен за помощник началник-щаб на Дринската дивизия в Любляна (днешна Словения). От следващата година е началник-щаб на дивизията. По време на Априлската война срещу Югославия през април 1941 г. Михаил Митев е действащ майор и командва планинските единици на югославската армия в Алпите. По това време се намира в Белград, а след капитулацията се връща в Любляна. Пленен е от италианците и отведен в пленнически лагер близо до град Милано, Италия.
На 23 юни 1941 г. бащата на Михаил, Мите Апостолов Матовски, моли българския военен министър Теодоси Даскалов да бъдат направени постъпки пред италианците за освобождаването на сина му, на базата на това, че Михаил е българин, роден от български родители в Щип. Също така, че синът му е постъпил на служба в сръбската армия единствено за препитание и е „единствената надежда и утеха“ за семейството си, което живее в голяма оскъдица. Бащата се позовава и на факта, че през Първата световна война самият той е бил доброволец в българската армия и е ранен, вследствие на което остава инвалид, а при завръщането си у дома намира имота си унищожен и разграбен. Молбата е удовлетворена на 2 юли 1941 г.
През ноември Апостолов, който тогава се подвизава под името Михайло Митич, а по-късно приема името Михайло Апостолски, подава молба да постъпи като офицер в българската армия. С оглед на миналото му на югославски офицер, му е предложено по-ниско от дотогавашнато му военно звание, а именно – капитан, а също и работа в строителни войски. Той не е удовлетворен и отказва. През зимата на 1941 – 1942 година Апостолов се мести в София и започва да следва в СУ, където влиза в контакт с нелегални леви дейци. През пролетта на 1942 година прекъсва обучението си и се включва в югославското комунистическо партизанско движение. През май 1943 Тито му дава званието генерал-майор. Издаденият от щаба му Манифест от Октомври 1943 година е определян от видни местни комунисти, сред които велешкият адвокат Благой Хаджипанзов като документ, който може да напише единствено сърбин.Избран е за делегат от Македония за Второто заседание на АВНОЮ, но не успява да отиде там поради отдалечеността на мястото, където се провежда то – град Яйце в Босна.По време на Българските военни операции във Вардарска Македония през есента на 1944 въпреки преминаването на България на страната на Антихитлеристката коалиция е от партизанските командири, които се държат враждебно към българските войски и води пропаганда против тях, отказва да координират бойните действия, разграбва българско военно имущество - камиони, леки автомобили, мотоциклети, радиостанции, напада от засада и разграбва български военни обози. Тогава признава пред български генералщабен офицер, че всичките му съратници в партизанската война са били от сръбски или друг чуждероден произход. Когато влиза с партизаните в изоставения от Вермахта Велес, на набързо организирания митинг започва да води противобългарска пропаганда, премълчавайки над 20 годишната сръбска окупация на Македония и жестокостите й, защото не била прясна. През първата половина на 1945г. командва македонските единици от югославската армия, сражаващи се против германските войски на Сремският фронт и в НДХ,като сръбски изследователи обвиняват него и другите югославски генерали за големите загуби, понесени от частите им на Сремския фронт, където македонските единици дават 9 хиляди убити.
След Втората световна война Апостолски е основен деец в борбата на нова комунистическа Югославия срещу българщината във Вардарска Македония и Западните покрайнини, като в 1973 година твърди в труда си „Воената организација во периодот на НОВ и револуцијата на Македонија“, че след капитулацията на България комунистическата съпротива във Вардарска Македония придобива общонароден характер.
В периода 1946 – 1952 г. е командир на шеста югославска армия в Сараево (Сараевска военна област). На 22 декември 1947 година публикува в официозът на югославската армия "Народна армия" статията "Битката за Скопие", препечатана на 14 ноември следващата година във вестник "Нова Македония", в която освобождението на града от Вермахта е приписано на криещите се по околните хълмове македонски партизани, решителната роля на българската армия е премълчана, а защитата на историческата истина за сраженията е наречено "присвояване на героичните борби на югославските партизани". През 1953 г. е начело на първата военно-дипломатическа делегация на Югославия в Израел. След това е началник на Висша военна академия. Бил е началник на пехотата на Югославската народна армия (до 1958). Излиза в запаса през 1958 г. като генерал-полковник. Член е на ЦК на МКП, депутат в Учредителното събрание на Югославия, а след това и в Събранието на СФРЮ, депутат в Събранието на СРМ.

### Следармейска кариера
След пенсионирането си започава да се занимава с различни въпроси от историята на балканските народи. Между 1965 и 1970 г. става първия доктор по военни науки на Балканите и е директор на Института за национална история в Скопие. С основаването на Македонската академия на науките и изкуствата (МАНИ) през август 1967 г. Апостолски става първият неин редовен член. През 1969 г. под негово ръководство се издава първата „История на македонския народ“, която е пример за многобройни неистини и манипулации в македонската историография. В тази връзка става известен сред българските си колеги с фразата си: „Немам доказ, али тврдам“, станала заглавие на негово Интервю, което е публикувано в белградското списание "НИН" на 4 март 1979 -та, в което принизява народностните характер, качества и достойнството на българският народ в сравнение с другите народи на Балканите и косвено оправдава великосръбската асимилационна и завоевателна политика в Македония между Берлинският конгрес и Първата световна война, както и великогръцката, осъществявана в съюз със Сърбия.  А насилствената Сърбизация на Вардарска Македония в периода 1913 - 1941 - ва за него играе второстепенна роля пред преследването на комунистите в Кралство Югославия . В трудовете си, посветени на действията на командваните от него партизани през войната преувеличава успехите им, прикрива провалите им и унижава достойнството на Българската войска. Изкарва България за най голямата военна заплаха за Югославия и е сравнявал българина със змия, чиято глава трябвало да бъде трошена. Той е един от скопските функционери, с чиито усилия на 11 - тият конгрес на СЮК, проведен в периода 20 - 23 юни 1978 -ма година непризнаването на "македонското малцинство" в България е обявено за главен проблем в Българо - Югославските отношения. Президент е на МАНИ от 1976 до 1983 г. В едно от последните си интервюта, дадено за Радио "Скопие" през 1986 година казва, че самото наличие на сражения между комунистическите партизани и българските военни, паравоенни и полицейски части било достатъчно доказателство за "небългарският произход на македонците", премълчавайки освен свръхпредставеността на Сърби,Сърбомани, други чуждеродни елементи и дори на дезертирали войници комунисти от предвоенните Български територии в партизанските редове, решителната роля за италианската окупация на Западна Македония и Италианската капитулация през септември 1943 година, предизвикала временно безвластие в областта, за разгръщането на партизанското движение край Вардара, получило територална база с площ от хиляди квадратни километри и стотици хиляди жители, широкото участие на местни кадри в Българските институции във Вардарска Македония - това число и в Силовите структури, и създаването на контрачети от местни доброволци, предвождани от ветерани на ВМРО, а също и това, че подобна Гражданска война се е водела и в Стара България.
Апостолски е обявен за един от 66-те народни герои на Социалистическа република Македония (1953 г.), а брат му, който е страстен рибар, е обявен за „професор по ихтиология“. Председател е на Съвета на Академиите на науките и изкуствата на СФРЮ. От 1979 г. е член на Югославската академия на науките и изкуствата, а от 1986 г. е доживотен председател на Дружеството на историците на Македония.

## Възпоменание
През 1995 г. новоучредената Военна академия в столицата на Република Македония Скопие е наречена на негово име. На негово име също има орден на Армията на Република Македония. Родната му къща в Щип е обявена за паметник на културата.

## Военни звания
- Подпоручик (1927)
- Майор (1938)
- Генерал-майор (1943)

## Награди
- Орден „Народен герой“ 1953 година
- Орден „Военно знаме“
- Орден „Партизанска звезда“ със златен венец
- Орден за заслуги пред народа със златна звезда
- Орден на братството и единството със златен венец
- Орден на народното освобождаване;
- Орден на труда с червено знаме;
- Орден на Народната армия със златна звезда.
- Орден на републиката със златен венец
- Орден за храброст;
- Награда АВНОЮ през 1978 година;
- Съветски орден „Александър Суворов“;
- Съветски орден „Александър Невски“;
- Полски орден „Грундвалски кръст“;
- Норвежки орден „Св.Олаф“;
- Гръцки орден „Крал Георги“.
- Партизански възпоменателен медал „1941“

## Публикации
- Михајло Апостолски, Благоја Симоновски, Пет години слободно Скопје, Градски одбор на народен фронт, 1949, Скопје.
- Михајло Апостолски, „Пролетната офанзива во 1944 година“, 1957, Скопје
- Михајло Апостолски, „Февруарскиот поход“, 1975, Скопје;
- Михајло Апостолски, „Завршните операции за ослободувањена Македонија“, 1975, Скопје
- Михајло Апостолски, „Студии и статии“, 1975, Скопје; „
- Михајло Апостолски, „Погледи на југословенско-бугарските односи во Втората светска војна“, 1980, Скопје
- Михајло Апостолски, 40 години од формирањето на крупните воени единици во Македонија, ИСТОРИЈА, 19, 1 (1983), стр. 43 – 51.
- Михајло Апостолски, Митко Панов, Радовиш и Радовишко, Општински одбор на здружението на борците од НОБ, 1984.
- Mihajlo Apostolski, Dančo Zografski, Aleksandar Stojanovski, Gligor Todorovski, Graham W. Reid (editors), A history of the Macedonian people Macedonian Review, Skopje, 1979.
- Михајло Апостолски, Ацо Алексиевски (ред.), Из прошлости македонского народа, Радио-телевизија, Skopje, 1969.
- Михајло Апостолски, Кочанско и Виничко во Фебруарскиот поход, статија од монографијата: Кочани и Кочанско во НОВ 1941 – 1945, Ванчо Андонов (ред.), Општински одбор на Сојузот на здруженијата на борците од НОВ, 1985. стр. 347 – 357.